# Stupri durante l'occupazione del Giappone
Nella battaglia di Okinawa e durante gli ultimi mesi della guerra del Pacifico i soldati Alleati commisero diversi crimini sessuali a scapito delle donne giapponesi. Come spesso accade in questo genere di valutazioni, gli storici non sono minimamente d’accordo su quale possa essere il numero realistico di donne che abbiano subito violenze.

## Antefatti
Nel 1945 le truppe statunitensi raggiunsero il territorio nazionale giapponese. Il 16 febbraio le truppe sbarcarono ad Iwo Jima e, il 1º aprile, ad Okinawa. Nell'agosto 1945, il Giappone si arrese e le truppe Alleate sbarcarono anche nell'arcipelago principale, cominciando formalmente l'occupazione del Giappone. L'occupazione militare ebbe fine, nella maggior parte del Giappone, il 28 aprile 1952, conformemente al trattato di San Francisco. L'occupazione di Okinawa terminò il 15 maggio 1972.

## Battaglia di Okinawa
Secondo Calvin Sims del New York Times "Molto è stato scritto e dibattuto sulle atrocità che gli abitanti di Okinawa hanno sofferto nelle mani sia degli americani che dei giapponesi in una delle più mortali battaglie della guerra. Più di 200 000 soldati e civili, inclusi un terzo della popolazione di Okinawa, furono uccisi."

### Presunti stupri dell'esercito statunitense
Non ci sono prove documentate che le truppe Alleate abbiano commesso stupri di massa durante la guerra del Pacifico. Vi sono, tuttavia, numerose testimonianze credibili che parlano di presunti stupri commessi dalle forze statunitensi durante la battaglia di Okinawa, nel 1945.
Lo storico nativo di Okinawa, Oshiro Masayasu (ex-direttore dell'Archivio Storico della Prefettura di Okinawa), scrisse:
Secondo Toshiyuki Tanaka, 76 casi di stupro o di stupro-omicidio furono documentati durante i primi cinque anni dell'occupazione americana di Okinawa. Tuttavia, Tanaka afferma che questa probabilmente non è la reale rappresentazione dell'accaduto, poiché la maggior parte dei casi non è stata riportata.
Peter Schrijvers ritiene degno di nota che le donne asiatiche fossero in pericolo di stupro da parte degli americani, come accadde per le comfort women coreane che i giapponesi portarono sull'isola con la forza. Schrijvers scrisse che "molte donne" furono brutalmente violate senza "la più minima pietà".
Nel 1998, i resti di tre Marines distaccati ad Okinawa furono riportati alla luce. I più anziani abitanti di Okinawa affermarono che i tre Marines facevano frequenti viaggi fino al paesino, nei pressi del luogo in cui furono ritrovati, per violentare le donne che vi vivevano; furono uccisi in un agguato da dozzine di abitanti, aiutati da due soldati giapponesi nascosti nella giungla. "I soldati giapponesi spararono ai Marines dalla boscaglia e gli abitanti poi li colpirono a morte con bastoni e pietre." Un accademico affermò che "gli stupri erano così numerosi che la maggior parte degli abitanti di Okinawa oltre i 65 anni di età conoscono, o hanno sentito dire, di almeno una donna che fu violentata nelle fasi successive la guerra."
Secondo George Feifer, la maggioranza delle violenze furono commesse nel nord, dove la campagna militare fu più facile e le truppe americane meno esauste rispetto a quando combattevano nel sud. Feifer afferma inoltre che soprattutto le truppe d'occupazione, più che quelle mandate alla conquista, commisero violenze.

#### Il silenzio sulle violenze
Quasi tutte le vittime furono fatte tacere in relazione a ciò che accadde loro, trasformando così gli stupri in uno "sporco segreto" di guerra. Le ragioni principali di questo silenzio e del ridotto numero di rapporti fu, secondo George Feifer, il ruolo americano di vincitore e occupante e il sentimento di condivisione e disgrazia dei locali. Feifer aggiunge che mentre le violenze furono probabilmente migliaia, meno di dieci furono gli stupri documentati ufficialmente entro il 1946 e la maggior parte di questi furono tramutati in "gravi danni fisici".
Diversi fattori ridussero il vociferare sulle violenze americane: alcune donne inizialmente rimasero incinte ma a causa dello stress e della dieta divennero temporaneamente sterili; inoltre molte abortirono prima del ritorno dei mariti dalla guerra.

### Presunti stupri dell'Esercito del Giappone
Secondo Thomas Huber del Combat Studies Institute, anche i soldati giapponesi maltrattarono i civili di Okinawa durante la battaglia. Huber afferma che le violenze erano "liberamente commesse" dai soldati giapponesi che sapevano di avere poche speranze di sopravvivenza, dato che nell'Esercito imperiale giapponese era proibito arrendersi. Tali presunti stupri contribuirono, nel dopoguerra, all'astio tra gli abitanti di Okinawa e il resto dei giapponesi.

### Politica ufficiale americana e aspettative dei civili giapponesi
Essendo stati storicamente una nazione separata fino al 1879, la lingua e la cultura di Okinawa differiva in molti modi dal resto del Giappone, che spesso la discriminava e trattava i suoi abitanti come trattavano i cinesi ed i coreani.
Nel 1944, i pesanti bombardamenti aerei su Naha causarono 1 000 morti e 50 000 senza tetto; anche i bombardamenti della Marina degli Stati Uniti contribuirono al totale delle vittime. Durante la Battaglia di Okinawa ci furono tra i 40 000 e i 150 000 morti fra i residenti. I sopravvissuti furono internati in campi di prigionia dagli americani.
Durante i combattimenti alcune truppe giapponesi maltrattarono i civili di Okinawa, impossessandosi per esempio delle caverne dove si erano rifugiati costringendoli ad uscire all'aperto, oppure uccidendoli seduta stante, se si presumeva fossero spie degli americani. Negli ultimi mesi di combattimenti non furono in grado neppure di rifornire la popolazione con cibo e medicine.
La propaganda giapponese sulle atrocità che avrebbero commesso gli americani spinse diversi abitanti di Okinawa a credere che avrebbero violentato tutte le donne ed ucciso tutti gli uomini. Almeno 700 civili per paura preferirono togliersi la vita.
Accadde, in alcuni casi, che soldati americani abbiano ucciso deliberatamente dei civili ma la politica ufficiale era quella di non far del male agli abitanti di Okinawa. Gli americani stessi portarono cibo e medicine, cosa che, verso la fine della battaglia, i giapponesi non erano più in grado di fare. A causa della propaganda stessa, gli abitanti di Okinawa furono spesso sorpresi del "trattamento umano" riservato loro dai soldati americani. Con il tempo, gli abitanti dell'isola si sarebbero ricreduti nei riguardi degli americani, ma all'epoca della resa i soldati si dimostrarono meno pericolosi di quanto si aspettassero i locali.

## Occupazione del Giappone

### La paura e la prostituzione organizzata
Subito dopo la resa, molti in Giappone cominciarono a temere che le donne sarebbero state violentate una volta giunti gli Alleati. Questa paura era, in larga parte, dovuta all'idea che gli americani si sarebbero comportati come fecero i giapponesi stessi in Cina e nel resto del Pacifico. Il Governo del Giappone e diverse prefetture raccomandarono alle donne di prendere misure per evitare il contatto con le truppe d'occupazione, restando in casa o uscendo accompagnati da uomini. La polizia della Prefettura di Kanagawa, dove avvennero i primi sbarchi Alleati, consigliò alle giovani donne e alle ragazze di abbandonare l'area. Diverse altre prefetture suggerirono alle donne di togliersi la vita se vi fosse stata la minaccia di stupro o se fossero state violentate, richiamando l'"educazione spirituale e morale".
Per evitare le violenze, il Governo giapponese creò l'Associazione per le Attività Ricreative e il Divertimento, una serie di case di tolleranza, pronte all'arrivo degli Alleati anche se le prostitute professioniste che vi lavoravano non volevano avere rapporti con gli americani, a causa della propaganda militare. Alcune delle donne che volontariamente decisero di lavorare nei bordelli affermarono di farlo per senso del dovere che le spinse a proteggere le altre donne dalle truppe Alleate. Questi bordelli sponsorizzati ufficialmente furono chiusi nel gennaio 1946 quando le autorità occupanti bandirono ogni forma di prostituzione "pubblica", dichiarando che essa non era democratica e che violava i diritti umani delle donne che vi lavoravano. La loro chiusura fu effettiva qualche mese dopo; ufficiosamente i bordelli furono chiusi per l'elevato proliferare di malattie veneree tra i soldati.

### Stupri documentati delle forze statunitensi
Secondo lo storico John W. Dower, come il Governo giapponese sperava quando creò le 'fabbriche di prostituzione', "i casi di stupro rimasero relativamente pochi nonostante le enormi dimensioni delle forze occupanti". Tuttavia, vi fu un marcato aumento di malattie veneree: in un'unità, per esempio, il 70% dei test fatti ai soldati risultarono positivi alla sifilide e il 50% alla gonorrea, cosa che spinse l'esercito statunitense a fermare la prostituzione.
I casi di violenze sessuali crebbero dopo la chiusura dei bordelli, di circa otto volte; Dower afferma che "secondo i calcoli, il numero di stupri e aggressioni alle donne giapponesi ammontava a circa 40 al giorno mentre i bordelli erano aperti, per poi crescere fino a 330 al giorno dopo che le attività cessarono all'inizio del 1946."
Secondo Terese Svoboda "il numero di violenze salì" dopo la chiusura dei bordelli e questa sarebbe una prova che i giapponesi ebbero successo nel sopprimere i casi di violenza provvedendo con la prostituzione. Svoboda parla di un caso in cui le case di tolleranza operavano ma alcune non erano ancora pronte e "centinaia di soldati americani irruppero in due di esse e violentarono tutte le donne". Sempre secondo Svoboda vi sono due casi di stupri di massa documentati da Toshiyuki Tanaka, relativi al periodo in cui i bordelli erano stati da poco chiusi, nel 1946.
Tanaka afferma che verso la mezzanotte del 4 aprile, circa 50 soldati giunsero con tre autocarri e assaltarono l'ospedale Nakamura nel distretto Ōmori, a Tokyo. Cominciarono a violentare poi 40 donne tra i pazienti e una stima di 37 donne dello staff. Una delle vittime aveva partorito da appena due giorni e il bimbo venne ucciso gettandolo a terra; furono uccisi anche altri pazienti maschi che tentarono di proteggere la donna.
Sempre secondo Tanaka, l'11 aprile 1946, tra i 30 e i 60 soldati statunitensi tagliarono le linee del telefono ad un quartiere di Nagoya e violentarono "molte ragazze e donne tra i 10 e i 55 anni."
Il giapponese Michael S. Molasky, letterato, linguista e ricercatore jazz afferma, nei suoi studi sui racconti giapponesi del dopoguerra, che gli stupri e gli altri crimini violenti erano molto diffusi nei porti navali come Yokosuka e Yokohama, durante le prime settimane di occupazione; basandosi sui resoconti della polizia giapponese, il numero di violenze diminuirono in breve e non furono comuni nel resto del Giappone per tutto il resto dell'occupazione.
Vi furono 1 336 stupri documentati nei primi dieci giorni d'occupazione nella Prefettura di Kanagawa.
Tanaka afferma che ad Yokohama, la capitale della prefettura, vi furono 119 stupri conosciuti nel settembre 1945.
Gli storici Eiji Takemae e Robert Ricketts affermano che "quando i paracadutisti statunitensi sbarcarono a Sapporo ne seguirono un'orgia di saccheggio, violenze sessuali e rissa tra ubriachi. Stupri di gruppo e altre atrocità di tipo sessuale non furono poco frequenti"; alcune delle vittime poi si suicidarono.
L'unico tentativo dei giapponesi di formare un corpo di vigilanza per proteggere le donne dai soldati fuori servizio fu affrontato dai soldati statunitensi con veicoli corazzati in formazione da battaglia; il leader del corpo di vigilanza fu imprigionato per lungo tempo.
Secondo Dower, "molti più di qualche caso" di aggressione e stupro non furono resi noti alla polizia.

### Stupri documentati delle forze del Commonwealth
Secondo Takemae e Ricketts, anche membri della Forza di occupazione del Commonwealth britannico furono coinvolti in violenze sessuali:
Anche le truppe britanniche, indiane e neozelandesi commisero delle violenze. I rapporti ufficiali del comandante delle forze d'occupazione del Commonwealth affermano che diversi soldati furono condannati per 57 stupri nel periodo tra il maggio del 1946 e il dicembre del 1947 e altri 23 tra gennaio del 1948 e settembre del 1951. Le statistiche ufficiose sui casi di crimini gravi commessi durante i prime tre mesi (febbraio - aprile 1946) di occupazione da parte delle forze del Commonwealth britannico esistono. Lo storico australiano Robin Gerster afferma che, mentre le statistiche ufficiali sottostimano il livello di crimini gravi tra i membri del Commonwealth, la polizia giapponese spesso non passava i rapporti che riceveva al comando britannico e probabilmente a investigare su questi crimini vi era la polizia militare Alleata. Le punizioni quindi "non erano severe" e la Corte australiana spesso mitigava o annullava la pena.

### Censura dei media giapponesi
In base alle affermazioni di John Dower, le autorità d'occupazione Alleate imposero una censura ad ampio raggio ai media giapponesi, censura imposta nel settembre 1945 e che durò per tutta l'occupazione, fino al 1952; la censura includeva la proibizione a divulgare questioni sociali e notizie su crimini gravi come gli stupri commessi dalle forze Alleate. La censura fu dura e crebbe nei mesi passando dal sopprimere idee militaristiche e ultra-nazionalistiche al sopprimere ogni cosa fosse "'di sinistra' o che criticasse appena le politiche americane."
Anche secondo Eiji Takemae e Robert Ricketts, le forze d'occupazione Alleate soppressero le notizie di attività criminose come le violenze sessuali; il 10 settembre 1945, il Comandante supremo delle forze Alleate "rilasciò un regolamento pre-censura per la stampa, condannando la pubblicazione di tutti i rapporti e le statistiche 'ostili agli obiettivi dell'occupazione'."
Secondo Terèsa Svoboda la stampa giapponese riportò casi di stupro e saccheggi per due settimane dopo l'occupazione, a cui l'amministrazione Alleata rispose "prontamente, censurando tutti i media".
Finita l'occupazione le riviste giapponesi pubblicarono le statistiche sugli stupri commessi dai militari Alleati.